# 茂本ヒデキチ
茂本 ヒデキチ（しげもと - 、1957年6月16日 - ）は愛媛県松山市出身のイラストレーターである。

## 人物
- 松山北高校卒。大阪芸術大学を卒業後、東京のデザイナーを経てイラストレーターとなる。墨絵でアスリートやミュージシャンを描いた散らしや軌道線を多用した

今までにない墨絵イラストで話題に
1985年フリーになる
1991年にはミュージックマガジンの表紙担当、雑誌の表紙だけでなく、ポスター・広告・イベント・国内だけでなく海外の個展で活躍している。
- 1993年にWOWOWで久保田利伸のライブペインティングで対談、2007年に初の画集「NEO BLACK」（早川書房）を発行、2008年には北京オリンピックのカウントダウンイベントで招待された。2012年はロンドンオリンピック開幕前のMIZUNOブースでライブペイント2016年リオオリンピックではNIKEブラジルとコラボ
- 2013年11月に九州のイベントを終えて、帰京した直後に、自宅で体調が急変、自力で近所の病院を行き、そのまま世田谷の病院へ緊急搬送をした。病名は急性心臓弁膜症。

12月中に退院。2014年3月に仕事復帰。第一弾は
サッポロビールの「軍師官兵衛」の墨絵ラベルの発表だった。
- 2017年4月から日本文教出版の高校の美術教科書に「新しい墨絵」に掲載が決定された[2]。

## テレビ出演
- ドキュメント「黒の情熱」（あいテレビ、2007年5月27日放送）
- 明日の主役たちへ（愛媛朝日テレビ、2008年7月10日放送）[3]
- ホリデーインタビュー（NHK、2008年9月23日放送）[4]